# Вейга, Эусебио да
Эусебио да Вейга (порт. Eusébio da Veiga; 1718 год, Коимбра — 1798 год, Рим) — португальский математик и астроном.
Родился в Коимбрской епархии в 1718 г.; вступил в орден иезуитов. Во время их изгнания из Португалии, удалился в Рим и там участвовал в издании «Астрономических эфемерид» и руководил обсерваторией. Умер в Риме в 1798 г.

## Труды
- «Planetário Lusitano» (1757);
- «Planetário Romano» (1786)
- «Effemeride astronomiche»
- «Trigonometria Esférica»